# Katrin Gebbe
Katrin Gebbe (* 1983, em Ibbenbüren, Alemanha) é uma diretora e roteirista alemã.

## Mini-biografia
Katrin Gebbe estudou na faculdade de artes liberais e comunicação visual da Academy of Visual Arts de Enschede (Países-Baixos), onde também produziu seu primeiro trabalho experimental. Em 2005 deu início a sua especialização em direção cinematográfica na Hamburg Media School. Seu trabalho de conclusão resultou no curta Şoreş & Şîrîn, com a atriz Ulrike Folkerts, que foi apresentado no Chicago International Children’s Film Festival (CICFF) e premiado dentro de sua categoria. Este também foi premiado com o European Young CIVIS Media Prize em 2009.
O seu primeiro longa metragem Tore tanzt (Nothing Bad Can Happen), cujo enredo conta a história de um hamburguês membro dos Jesus Freaks, recebeu uma indicação na seção Un certain regard do 66º Festival de Cannes (2013), festival no qual, dia 23 de maio de 2013, ocorreu a première do filme. Gebbe e Verena Höfe-Gräft (a produtora do filme) haviam se conhecido ainda na época da universidade e começaram a trabalhar juntas já em 2009. O protagonista do filme foi Julius Feldmeier, um ator estreante. Com este filme Katrin Gebbe recebeu em 2013 o Prêmio da Associação dos Críticos Alemães de Cinema (Preis der deutschen Filmkritik), pelo melhor debut, como também o Bayerischer Filmpreis, para melhor diretora estreante.

## Filmografia
- 2006: KOI (curta-metragem)
- 2007: Narzissen (curta-metragem)
- 2007: Einladung (curta-metragem)
- 2008: Şoreş & Şîrîn (curta-metragem)
- 2013: Tore tanzt (ingl. Nothing Bad Can Happen)
- 2016: Fünf Minuten Himmel (episódio no sériado de TV alemão Tatort)
- 2018: A Nocturnal Breath (segmento na antologia de terror Field Guide to Evil)
- 2019: Pelikanblut (ingl. Pelican Blood)